# Pteron

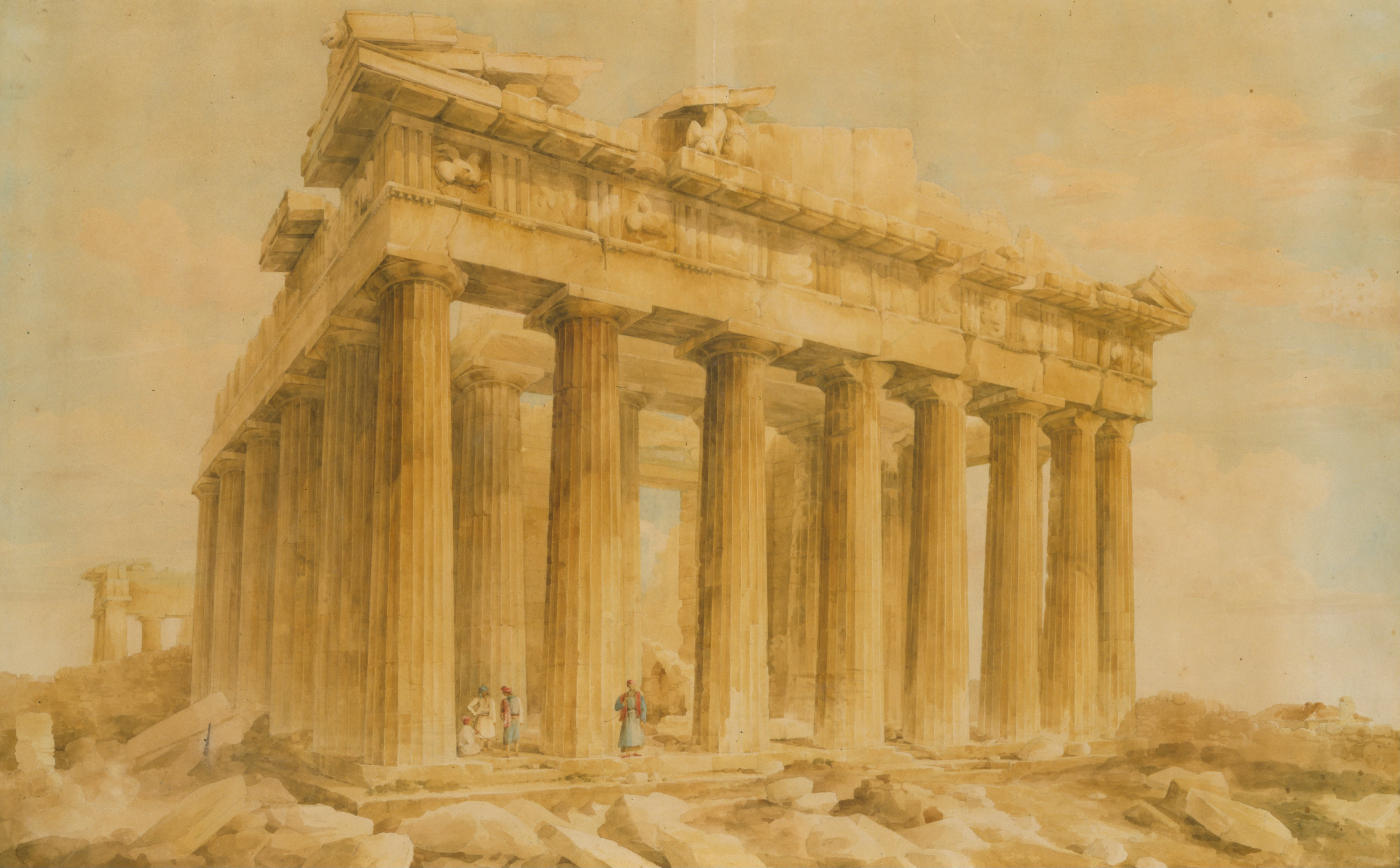
Pteron Parthenónu

Pteron (řecky Πτερον – pteron – křídlo) je architektonický termín použitý Pliniem starším pro peristyl hrobky perského satrapy Mausola. Je to oblast v antických chrámech (peripteros, dipteros a pseudodipteros), která obklopuje jejich cellu. Její šířku tvoří vzdálenost mezi vnějším okrajem sloupů (peristasis) a stěnou celly. Vytváří tak pro věřící kolem celly ochoz, kryté útočiště u zdi celly a také prostor pro procesí. (Ochoz je část stavby, která umožňuje potřebný pohyb lidí obvykle kolem určeného stavebního prostoru).